# Stadskeure van Brussel

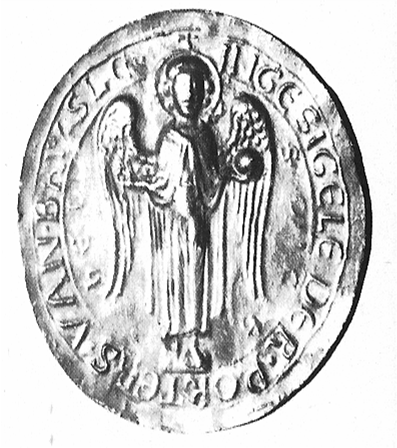
De oudste vermelding van een Brussels stadszegel dateert uit 1231, vlak na de keure. Dit exemplaar uit 1257 is het oudst bewaarde. Het draagt een Middelnederlands randschrift: INGESIGELE · DER · PORTERS · VAN · BRUSLE

De eerste stadskeure van Brussel (Middelnederlands: Core; Latijn: Electio) is verleend door hertog Hendrik I van Brabant en zijn zoon op 10 juni 1229. Ze is opgesteld in het Latijn en kort daarna in het Nederlands vertaald. De originele oorkonde is niet bewaard.

## Inhoud
Het 51 artikelen tellende document is overwegend strafrechtelijk van aard en bekrachtigde het bestaan van een gewoonterechtsgebied onder een Brusselse schepenbank (artikelen 6 en 7). Reeds voordien had deze instelling geleidelijk bevoegdheden van de oudere schepenbank van Ukkel geüsurpeerd (op een beperkter gebied). De keure biedt een inzicht in het bestuurlijk apparaat, dat bestond uit:
- een amman (ammanus): een door de hertog benoemde en afzetbare ambtenaar die recht sprak in de ammanie (eerste vermelding: ca. 1125)
- zeven schepenen (scabini): magistraten die recht spraken in naam van de hertog maar zich gaandeweg als stedelijke vertegenwoordigers opwierpen (eerste vermelding: 1138)
- gezworenen (jurati): mederechters (eerste vermelding: 1213)

Opvallend was het artikel 49, dat burgers toeliet om verbale agressie door het gemeen met een "kinnebakslag" te vergelden:

Wat quade oft wat onhoesscher manne van wat ambachte hi waere enen goiden man lelike toesprake omme’s coren wille, ontfinge hi enen kinnebackslach, dat ginge over niet.

## Historiek
De keur was aanvankelijk verleend voor drie jaar en is nadien verlengd.
Ze is vooral geduid in het licht van de klassenstrijd tussen patriciaat en ambachten, maar het document getuigt evenzeer van een bijzonder heftige factiestrijd binnen het patriciaat (bloedwraak). Het was een vredesregeling die een einde moest stellen aan de clanvetes. 
Om het poorterschap van Brussel te verwerven moest men de eed afleggen op de stadskeure.
De gelding van de keur is herhaaldelijk bevestigd ter gelegenheid van hertogelijke beden (in 1270 en in 1290 door hertog Jan I van Brabant). Hierna volgde een woelige periode waarin het plebs rechten verwierf, verpersoonlijkt in de commoignemeester. De gemeentenaren leden echter een nederlaag in de Slag bij de Vilvoordse Beemden, waarna een nieuw charter werd uitgevaardigd dat het exclusief patricische bestuur herstelde (12 juni 1306). Dit zou in grote lijnen tot 1421 van kracht blijven.
De tekst is overgeleverd in talrijke handschriften. De oudste versies, in het Boeck metten haire en het Boeck met de Ketinc, stammen uit het einde van de 14e eeuw.

## Uitgaven
- Jan Frans Willems, Verhandeling over de Nederduytsche tael- en letterkunde, opzigtelyk de Zuydelyke provintien der Nederlanden, vol. I, 1819, p. 133-147
- Edouard Marshall en Felix Bogaerts, Bibliothèque des antiquités belgiques, 1833, p. 183-192 en p. 205 e.v.
- Félicien Favresse, La Keure bruxelloise de 1229, in: Bulletin de la Commission royale d'Histoire, 1934, p. 311-334
- Félicien Favresse, "Actes intéressant la ville de Bruxelles (1154 - 2 décembre 1302)", in: Bulletin de la Commission Royale d'Histoire, 1938, p. 380
- Mina Martens, "1229, 10 juin", in: Elenchus fontium historiae urbanae, 1967, p. 389-394